# 香港電腦漢字參考字形
香港電腦漢字參考字形是香港特別行政區政府中文界面諮詢委員會（簡稱「中諮會」）2016年頒佈的文件，於字符層面上提供可以應合教學用途的電腦漢字參考寫法。其前身是中諮會於2002年公佈了《香港電腦漢字楷體字形參考指引》、《香港電腦漢字宋體（印刷體）字形參考指引》。

## 負責機構
負責編訂參考字形文件的是中文界面諮詢委員會（Chinese Language Interface Advisory Committee，CLIAC），簡稱「中諮會」。該委員會在1999年5月由前資訊科技署成立，現隸屬「政府資訊科技總監辦公室」。它的首個工作是編訂香港增補字符集，解決電腦缺字問題。
以往，中諮會轄下有兩個工作小組：「中文電腦用字工作小組」、「中文資訊科技工作小組」。中文電腦用字工作小組審核待增收字符，納入和編配碼位等工作；中文資訊科技工作小組解決技術問題及與國際標準ISO/IEC 10646（簡稱ISO 10646）接軌等工作。2015年6月1日，兩個小組合併為「中文界面諮詢委員會工作小組」。各組成員來自學術界、語言學界、出版界和資訊科技界等。

## 香港電腦漢字參考指引
中諮會認為，中文電腦系統裏的字型，如細明體和標楷體等，通常都來自中國大陸或台灣，令電腦顯示出來的字形與教科書上的字形不相同。由於電腦在教學上的應用日趨普遍，這種字形差別對於教育界上有一定的影響。有鑑於此，中諮會自1999年起準備訂立中文電腦字形的標準，並在2002年公佈了《香港電腦漢字楷體字形參考指引》、《香港電腦漢字宋體（印刷體）字形參考指引》兩份文件供業界參考，以推動業界開發符合香港教學用途書寫方式的漢字字型產品。
《指引》參照了2000年版《常用字字形表》的字形，盡量歸納作部件，以部件為單位，描述了漢字部件的筆畫結構，並列出每個部件的電腦字形，並列舉合適的漢字作例子。當中《香港電腦漢字楷體字形參考指引》列出楷體字形，《香港電腦漢字宋體（印刷體）字形參考指引》列出明體（宋體）字形。《指引》中並規定了部件分拆的原則，說明如何對漢字進行部件拆分。
兩份《指引》與《常用字字形表》的寫法大致相同。但在部件的舉例中，亦有少許示範字形與2000年版《字形表》字形相異處。
中諮會期待業界根據兩份《指引》，製造符合香港教學用途寫法的中文電腦字型產品，藉此助消除印刷刊物與電腦上所採用的中文字形的差別。但中諮會亦表明，這兩份指引並非為香港社會的日常用字訂立規範，也不限制字體軟件開發商所採用的風格。若把指引理解作適合教育以外如排印、顯示等其他用途，或者理解作香港電腦字形的硬性標準、唯一標準、實際標準，都是錯誤的。

## 香港電腦漢字參考字形
2016年，中諮會公佈《香港電腦漢字參考字形》，於字符層面上提供完整的電腦漢字參考寫法，具體地說明適用於香港的字形形狀。同時間，這《參考字形》文件比較了香港參考字形與台灣業界習慣（文件中稱為「大五碼字形」）和台灣教育部寫法（文件中稱為「台宋字形」）的異同。
此外，這《參考字形》文件還涵蓋了HKSCS-2016和Big-5編碼字符集裏的所有漢字，以補充2002年兩份指引的不足之處。文件的研訂目標，是希望能清晰顯示ISO/IEC 10646國際編碼標準中H-列的字形，方便字型生產商開發有關產品。 
跟2002年兩份《指引》相比，《參考字形》文件中有些字的寫法改為參照2007年《常用字字形表》，但鑑於2007年《常用字字形表》的部件差異比2000年版大，有些字形的修改亦脫離香港市民和過去教育上的習慣，《參考字形》仍偏向2000年的《常用字字形表》為主。個別漢字部件也在收到市民意見後，改為依從生活上較常見的寫法。
中諮會亦一再強調，這參考文字並不是要為香港社會的日常用字訂立規範，也不限制字體軟件開發商所採用的風格。換言之，開發商和大眾都不應把參考字形理解作適合教育以外如排印、顯示等其他用途，更不應將它理解作香港電腦字形的硬性標準、唯一標準、實際標準。

## 不視作字形區別的差異
在文件中，中諮會說明基於美學考慮，不同字型在設計上可能有一些「細微風格差異」，並不會視作字形區別，即無論處理作哪種形狀，都符合《香港電腦漢字參考字形》之規定。中諮會並列擧出一些典型字例，包括：

### 接觸與不接觸
有些字的字形，因個別筆畫的起筆或收筆位置不同，會產生接觸與不接觸的差異，這些細微風格差異並不視作字形區別。例如：
- 「主」的首筆：像「主、立、亢、之、言」的點筆與橫筆，可以接觸或不接觸。（「立」的撇筆起筆處，也可以與橫筆接觸或不接觸。）

示範：、；、
- 「牙、旡」的第二筆：像「牙、旡、㐄」的第二筆起筆處，可以與第一筆接觸或不接觸。

示範：、；、
- 「夕」的第三筆：像「夕」的第三筆、「炙」的第三、第四筆收筆處，可以與第二筆接觸或不接觸。

示範：、；、
- 「攵」的捺筆：「攵」的捺筆起筆處，可以與第一筆接觸或不接觸。

示範：、
- 「旡」的末筆：像「旡、无」的末筆起筆處，可以與上方的橫筆接觸或不接觸。

示範：、
- 「唐」的豎筆：「唐」的豎筆，可以與上下筆接觸或不接觸。

示範：、
- 「爪」的豎筆和捺筆：「爪」的豎筆和捺筆，可以與首筆接觸或不接觸。

示範：、
- 「米偏旁」的第五、六筆：「米偏旁」的第五、第六筆起筆處，可以與豎筆接觸或不接觸。

示範：、；、
- 「又」的第二筆：「又部件」的第二筆起筆處，可以與第一筆接觸或不接觸。

示範：、
- 的第六筆：像「貝」的第六筆、「頁」的第八筆，可以與上方橫筆接觸或不接觸。

示範：、；、

### 橫筆突出程度
- 像「又」等字的橫筆向左突出的幅度，不論是較大或較小，都只屬細微風格差異，並不視作字形區別。

示範：、

### 點挑與挑
- 像「氵、冫」的末筆，不論作點挑還是挑，都只屬細微風格差異，並不視作字形區別。

示範：、；、

### 「辶」的左下角
- 像「辶」的左下角，不論呈撇筆末端還是呈上挑之形，都只屬細微風格差異，並不視作字形區別。

示範：、；、

### 「糹」的寫法
- 「糹」的折筆：「糹」的折筆處，不論是否有挑筆起始處的修飾，都只屬細微風格差異，並不視作字形區別。

示範：、；、
- 的第四筆：「糹」的第四筆，不論作左點還是頓點，都只屬細微風格差異，並不視作字形區別。

示範：、

### 直豎與稍微傾斜
- 「直」的第二筆：像「直」的第二筆、「德」的第五筆，不論作直豎還是稍微向左傾斜，都只屬細微風格差異，並不視作字形區別。

示範：、
- 「艹、⻀」的豎筆：像「艹、⻀」的豎筆，不論作直豎還是稍微向內傾斜，都只屬細微風格差異，並不視作字形區別。

示範：、；、

### 橫筆末端、豎筆末端相接處的處理
- 像「口、凵」等部件的橫筆末端、豎筆末端相接處，即形成直角的左下角、右下角，不論是不露芒、橫筆輕微露芒還是豎筆輕微露芒，或者不論是否「跛足」，都只屬細微風格差異，並不視作字形區別。

示範：、；、；、；、

### 捺筆右移
- 像「豕、尺」等字的捺筆，不論起筆處接着交接處還是稍微右移，都只屬細微風格差異，並不視作字形區別。

示範：、；、

### 橫與斜橫
- 像「耳、乇」等字的橫筆，不論成水平線還是略斜，都只屬細微風格差異，並不視作字形區別。

示範：、；、

### 宋楷風格差異
- 雖然在參考字形裏，楷體與宋體的字形規律盡量一致，但兩者在設計上始終會有風格差異，例如：
- 楷體與宋體的橫筆：

示範：、
- 楷體與宋體的捺筆：

示範：、；、
- 楷體與宋體的撇筆收筆位置：

示範：、；、
上述細微風格差異，都不視作字形區別。

## 意見
在參考字形制訂過程中，多名香港市民或關注團體以電郵反映對參考字形的不同聲音，主要包括：
- 宋體字不應過於向楷體靠攏，以致參考字形不能適應宋體字本身的需求。教育參考標準《常用字字形表》為楷體而立，不宜過度影響宋體字形。
- 字形不美觀，尤其是宋體字。教育用途是一種特殊的需求，不應凌駕於日常排印應用的習慣和美觀需求。
- 字形過度遷就「台宋字形」，製作的廠商亦只以臺灣教育部標準字型略作修改而成，不符合香港人習慣。

中諮會則認為，參考字形的考慮點只側重教學使用上，不涉及美觀問題。其用途只供參考，不是硬性標準，廠商和使用者可按自己需求去選擇。